# Phanom Phrai (huyện)
Phanom Phrai (tiếng Thái: พนมไพร) là một huyện (amphoe) ở phía đông nam của tỉnh Roi Et, đông bắc Thái Lan.

## Địa lý
Các huyện giáp ranh (từ phía tây nam theo chiều kim đồng hồ) là: Nong Hi, Suwannaphum, At Samat, Selaphum của tỉnh Roi Et, Mueang Yasothon, Kham Khuean Kaeo, Maha Chana Chai của tỉnh Yasothon và Sila Lat của tỉnh Sisaket.

## Hành chính
Huyện này được chia thành 13 phó huyện (tambon), các đơn vị này lại được chia ra thành 160 làng (muban). Phanom Phrai là một thị trấn (thesaban tambon) nằm trên một phần của tambon Phanom Phrai. Có 13 Tổ chức hành chính tambon (TAO).
| STT. | Tên            | Tên Thái  | Số làng | Dân số |  |
| ---- | -------------- | --------- | ------- | ------ |  |
| 1.   | Phanom Phrai   | พนมไพร    | 19      | 11.295 |  |
| 2.   | Saen Suk       | แสนสุข     | 18      | 8.714  |  |
| 3.   | Kut Nam Sai    | กุดน้ำใส    | 10      | 3.859  |  |
| 4.   | Nong Thap Thai | หนองทัพไทย | 14      | 7.284  |  |
| 5.   | Pho Yai        | โพธิ์ใหญ่    | 14      | 7.046  |  |
| 6.   | Wari Sawat     | วารีสวัสดิ์   | 11      | 4.516  |  |
| 7.   | Khok Sawang    | โคกสว่าง   | 16      | 5.030  |  |
| 11.  | Pho Chai       | โพธิ์ชัย     | 12      | 7.195  |  |
| 12.  | Na Nuan        | นานวล     | 13      | 4.759  |  |
| 13.  | Kham Hai       | คำไฮ      | 10      | 5.574  |  |
| 14.  | Sa Kaeo        | สระแก้ว    | 9       | 3.677  |  |
| 15.  | Kho Yai        | ค้อใหญ่     | 7       | 2.288  |  |
| 17.  | Chanuwan       | ชานุวรรณ   | 7       | 3.903  |  |

Các con số không có trong bảng này là tambon nay tạo thành huyện Nong Hi.